# Diagramma punctatum
Diagramma punctatum és una espècie de peix pertanyent a la família dels hemúlids.

## Descripció
- Pot arribar a fer 33,5 cm de llargària màxima.[5][6]

## Hàbitat
És un peix marí, bentopelàgic i de clima tropical.

## Distribució geogràfica
Es troba al Japó, Indonèsia, les costes septentrionals i orientals de Nova Guinea, Nova Caledònia i altres indrets del Pacífic occidental.

## Observacions
És inofensiu per als humans.